# Chery QQ Ice Cream
La Chery QQ Ice Cream (cinese: 奇瑞QQ冰淇淋; pinyin: Qíruì QQ Bīngqílín) è una autovettura elettrica prodotta dal 2021 dalla casa automobilistica cinese Chery.

## Descrizione

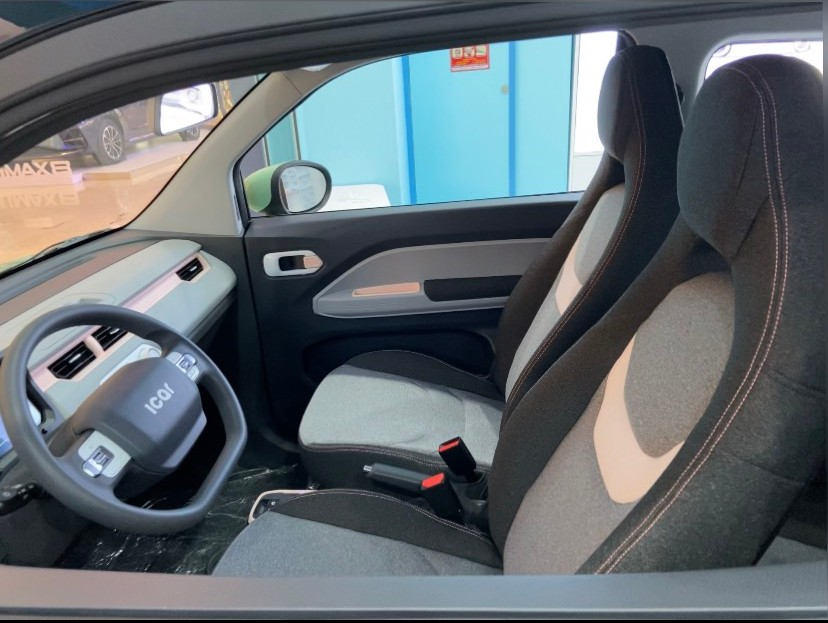
Interni

La vettura è stata presentata per la prima volta nel luglio 2021, per poi successivamente debuttare al Chengdu Auto Show nell'agosto dello stesso anno. 
La QQ Ice Cream è il primo veicolo Chery a utilizzare la tecnologia iCar Ecology, realizzata e sviluppata in accordo con il produttore di elettronica cinese Haier e con la società di cloud computing Alibaba Cloud.
A spingere la vettura c'è un motore elettrico da 27 CV, che utilizza una batteria al litio ferro fosfato, con un'autonomia stimata di circa 175 km e una velocità massima autolimitata a 100 km/h.